# Rosmolen van de Van Massenhoeve
De Rosmolen van de Van Massenhoeve is een voormalige rosmolen in de tot de West-Vlaamse gemeente Oudenburg behorende plaats Westkerke, gelegen aan de Massenhoveslag 2.
Het betreft een vierkant gebouwtje, opgericht omstreeks 1800, en het is een vierkant bakstenen gebouwtje, gedekt door een tentdak. Het was een buitenrosmolen, bediend door één paard. Er werden haver en bonen in geplet ten behoeve van de windervoedering van de veestapel. Tot na de Eerste Wereldoorlog bleef de molen in gebruik, daarna raakte hij in verval. Het gehele molenwerk werd weggenomen en lange tijd werd het gebouwtje als garage gebruikt.
In 2002 werd het gebouwtje geklasseerd als monument.
- Inventaris van het Bouwkundig Erfgoed (Vlaanderen): 45688